# TattleTales
TattleTales è il secondo album in studio del rapper statunitense 6ix9ine, pubblicato il 4 settembre 2020 su etichette discografiche Scumgang e Create Music Group.

## Promozione
L'album è stato supportato dalla pubblicazione di quattro singoli: Gooba, uscito l'8 maggio 2020, il cui video in 24 ore ottiene più di 44 milioni di visualizzazioni, raggiungendo la top ten di oltre 15 paesi; Trollz, pubblicato il 12 giugno 2020 in collaboraziobe con Nicki Minaj, che è diventata la prima numero uno di Hernandez nella Billboard Hot 100; Yaya, uscito il 3 luglio, terza pubblicazione interamente in spagnolo del rapper, dopo Bebe e Mala, e infine Punani, lanciato un mese dopo.

## Tracce
1. Locked Up Pt.2 (feat. Akon) – 3:23
2. Tutu – 2:44
3. Gooba – 2:12
4. Wait – 1:49
5. Charlie (feat. Smilez) – 2:01
6. Trollz (feat. Nicki Minaj) – 3:22
7. Nini (feat. Leftside) – 2:17
8. Punani – 1:55
9. Yaya – 2:29
10. Leah (feat. Akon) – 2:57
11. Gata (feat. Lil Ak) – 1:52
12. Gtl – 2:20
13. Ava – 2:04

### Tracce bonus nella riedizione digitale
1. R.E.D. (feat. Sleiman) – 1:41
2. Trollz (Alternate Edition) (feat. Nicki Minaj) – 3:05

## Successo commerciale
Negli Stati Uniti TattleTales ha debuttato al 4º posto della Billboard 200, segnando la terza top ten di 6ix9ine in madrepatria. Nella sua prima settimana ha totalizzato 53 000 unità di vendita, di cui 32 000 sono vendite pure, 20 000 sono stream-equivalent units risultanti da 32,94 milioni di riproduzioni in streaming dei brani e 1 000 sono track-equivalent units.
Nel Regno Unito l'album è entrato al 27º posto della Official Albums Chart con 2 393 copie vendute, diventando la terza top fourty del rapper. Situazione analoga in Irlanda, dove TattleTales è diventata la terza top fourty di 6ix9ine, esordendo al 23º posto della Irish Albums Chart.
In Australia ha fatto il suo ingresso al 39º posto della ARIA Albums Chart, regalando al rapper la sua seconda top fifty.

## Classifiche
| Classifica (2020) | Posizione massima |
| ----------------- | ----------------- |
| Australia         | 39                |
| Austria           | 14                |
| Belgio (Fiandre)  | 25                |
| Belgio (Vallonia) | 32                |
| Canada            | 5                 |
| Danimarca         | 30                |
| Finlandia         | 15                |
| Francia           | 43                |
| Germania          | 39                |
| Irlanda           | 23                |
| Islanda           | 16                |
| Italia            | 31                |
| Lituania          | 13                |
| Norvegia          | 9                 |
| Nuova Zelanda     | 33                |
| Paesi Bassi       | 31                |
| Regno Unito       | 27                |
| Repubblica Ceca   | 5                 |
| Slovacchia        | 1                 |
| Spagna            | 45                |
| Stati Uniti       | 4                 |
| Svezia            | 24                |
| Svizzera          | 17                |